# Fugging, Thượng Áo
Fugging, tên cũ là Fucking (phát âm tiếng Đức: [ˈfʊkɪŋ]) là một làng ở Áo ở đô thị Tarsdorf, vùng Innviertel phía tây Thượng Áo.
Làng này có cự ly 33 km về phía bắc Salzburg, 4 km về phía đông biên giới với Đức.
Khu định cư Fucking đã tồn tại từ ít nhất là vào năm 1070 và lấy tên theo một người đàn ông thế kỷ 6 có tên là Focko. "-ing" là một hậu tố của nhóm ngôn ngữ German chỉ người có ở xứ nào đó, do đó Fucking nghĩa là "(nơi của) người Focko." Làng này có dân số 107.
Điểm nổi bật của làng Fucking là biển báo giao thông với tên trên đó, du khách thường dừng lại để chụp ảnh (trong tiếng Anh, "fucking" là một từ thô tục để chỉ đến việc giao cấu). Biển báo này thường hay bị ăn cắp. Người ta đã lập những quỹ công cộng để thay thế các biển báo bị đánh cắp.
Năm 2004, do biển báo hay bị mất cắp, người ta đã bỏ phiếu để đổi tên làng nhưng người dân đã bỏ phiếu chống. 
Theo trưởng làng, Siegfried Hauppl:
| “ | Năm ngoái chúng tôi đã bỏ phiếu để quyết định có đổi tên làng hay không. Suy cho cùng, Fucking đã tồn tại 800 năm, có lẽ khi một ông Fuck hay dòng họ Fuck đã đến đây. Hậu tố 'ing' đã được đưa vào từ này để chỉ khu định cư. | ” |

Tháng 8 năm 2005, biển báo giao thông đã được thay bằng biển báo chống trộm được hàn vào thép và gắn vào bê tông.

## Tên cũ
Khu định cư được cho là được thành lập vào thế kỷ thứ VI bởi Focko, một nhà quý tộc Bavaria. Khu vực của Áo trong thế kỷ này hầu hết thuộc lãnh thổ của Vương quốc Ostrogoth, và là nơi sinh sống của sự kết hợp giữa người Cơ đốc giáo và người Pagan. Sự tồn tại của ngôi làng được ghi lại lần đầu tiên vào năm 1070, và các ghi chép lịch sử cho thấy khoảng 20 năm sau, vị lãnh chúa được ghi lại bằng tiếng Latinh là Adalpertus de Fucingin. Cách viết tên, được phát âm với nguyên âm tiếng Anh oo như ở book, đã phát triển qua nhiều năm; lần đầu tiên nó được ghi lại trong các nguồn lịch sử là Vucchingenvào năm 1070, với tên gọi Fukching năm 1303, với tên Fugkhing năm 1532, và theo cách viết hiện đại là Fucking vào thế kỷ XIII. -ing là một hậu tố tiếng Đức cổ để chỉ những người thuộc từ gốc mà nó được gắn vào, do đó Fucking có nghĩa là "(nơi ở) của người Focko".

## Sự phổ biến và tai tiếng
Fugging được biết đến nhiều nhất với bốn biển báo giao thông ở lối vào làng, bên cạnh đó, nhiều khách du lịch nói tiếng Anh đã chụp ảnh vì từ tiếng Anh tục tĩu có cùng cách viết với tên cũ. Những người lính Anh và Hoa Kỳ đóng tại Salzburg gần đó đã nhận ra cái tên này sau Chiến tranh thế giới thứ hai, và bắt đầu đi đến ngôi làng để chụp ảnh bên cạnh những tấm biển. Những người dân địa phương, những Fuckinger, đã rất ngạc nhiên, vì trước đây họ không hề biết về ý nghĩa của tên làng của họ bằng tiếng Anh. Trong nửa cuối thế kỷ 20 và đầu thế kỷ 21, số lượng khách du lịch đến thăm làng đã tăng lên, bao gồm cả xe buýt du lịch không thường xuyên.

Bản đồ đường ở làng Fugging

Ngôi làng đặc biệt nổi tiếng với khách du lịch Anh; như một hướng dẫn viên du lịch địa phương giải thích: "Người Đức đều muốn xem ngôi nhà của Mozart ở Salzburg; người Mỹ muốn xem nơi quay The Sound of Music; người Nhật muốn nơi sinh của Hitler ở Braunau; nhưng đối với người Anh, tất cả chỉ là Fucking." Augustina Lindlbauer, quản lý của một nhà khách trong khu vực, nói rằng khu vực này có hồ, rừng và khung cảnh đáng để tham quan, nhưng có một "nỗi ám ảnh về Fucking", và cô ấy phải giải thích với một du khách người Anh rằng "không có bưu thiếp Fucking nào." Ý nghĩa tiếng Anh của tên gọi của nó cũng khiến ngôi làng trở thành trò cười trên các phương tiện truyền thông đại chúng. Grand Tour giới thiệu ngôi làng trong tập năm 2017 "[bị kiểm duyệt] đến [bị kiểm duyệt]", như một phần của chuyến đi đường từ Wank qua Kissing, Petting và Fucking tới Wedding. Năm 2019, công ty phát thanh truyền hình Na Uy NRK Sport đã sản xuất một video du lịch hài hước về Fucking. Được phát hành trên YouTube, video bao gồm phóng viên và cựu người dẫn chương trình của Melodi Grand Prix Junior, Nicolay Ramm, vừa quảng cáo các điểm tham quan của ngôi làng vừa liệt kê một số lượng lớn những người tham gia kép dựa trên tên của nó.
Các biển báo trên đường thường bị đánh cắp làm quà lưu niệm và tốn khoảng 300 euro để thay thế. Vào năm 2005, các biển báo hàn chống trộm đã được lắp đặt, được đảm bảo bằng bê tông. Thị trưởng của Tarsdorf nói rằng khách du lịch vẫn được chào đón, mặc dù cảnh sát trưởng địa phương nhấn mạnh rằng "chúng tôi sẽ không chấp nhận việc các biển báo Fucking bị dỡ bỏ. Nó có thể rất thú vị đối với các bạn người Anh, nhưng Fucking chỉ đơn giản là Fucking với chúng tôi. Đây là trò đùa Fucking lớn gì thế? Nó rất trẻ trâu." Một cư dân đã thiết lập một trang web bán áo phông có các biển hiệu, với khẩu hiệu "Tôi thích Fucking ở Áo", nhưng đã đóng cửa sau khi các cư dân khác không đồng ý.
Vào năm 2009, ngôi làng cho biết họ sẽ lắp đặt camera giám sát để ngăn chặn khách du lịch quay phim họ quan hệ tình dục trước biển báo. Thị trưởng nói rằng ông không muốn nhìn thấy ngôi làng được xuất hiện trên báo chí nữa: "Cứ để [chúng tôi] yên".
Cũng trong năm 2009, cơ quan nhãn hiệu OHIM của Liên minh Châu Âu đã cấm một nhà máy bia của Đức tiếp thị loại bia có tên "Fucking Hell". Họ đã kháng cáo và được cấp phép vào tháng 1 năm 2010. (Phần thứ hai của cái tên là thuật ngữ tiếng Đức có nghĩa là bằng lăng nhạt, Hell).

## Đổi tên
Một cuộc bỏ phiếu năm 2004 về việc thay đổi tên của ngôi làng đã thất bại; thị trưởng chỉ ra rằng cái tên này đã là Fucking trong 800 năm: "Mọi người ở đây đều biết nó có nghĩa là gì trong tiếng Anh, nhưng đối với chúng tôi, Fucking là Fucking — và nó sẽ tiếp tục là Fucking."
Vào tháng 4 năm 2012, tin đồn lan truyền trên các phương tiện truyền thông quốc tế rằng dân làng đã nghĩ đến việc thay đổi tên của ngôi làng hoặc thực sự đã bỏ phiếu để thay đổi nó. Trang web châm biếm The Spoof! đã đăng một câu chuyện được mở rộng trên tờ báo lá cải The Daily Mirror của Anh. Câu chuyện sau đó đã được đưa tin ở những nơi khác dưới dạng tin tức, bao gồm cả The Guardian và The Huffington Post, người nói rằng đã có một cuộc bỏ phiếu để đổi tên thành Fugging, nhưng người ta phát hiện ra rằng một ngôi làng với cái tên đó đã tồn tại trong đô thị Obritzberg-Rust phía tây Herzogenburg. Thị trưởng phủ nhận những tin đồn này.
Hội đồng của Tarsdorf đã bỏ phiếu trong phiên họp ngày 17 tháng 11 năm 2020 của họ để tên của ngôi làng chính thức đổi thành Fugging (phát âm giống như Fucking trong phương ngữ được sử dụng trong vùng), có hiệu lực từ ngày 1 tháng 1 năm 2021. Điểm cuối cùng là chuyến tham quan qua video trên YouTube về toàn bộ ngôi làng, bao gồm cả trường học. Tháng sau đó, những tấm biển với cái tên mới đã bị phá hoại thành "Fucking".